# 八宝海河
八宝海河，位于中华人民共和国辽宁省南部的一条河流，是东沙河左岸支流，发源于阜新蒙古族自治县老河土镇梅力板村于家沟，向东北流经老河土镇后注入八宝海水库，出库后向南，流经十家子镇八宝海村、海山岱村、五家子村、南甸子村、黑山县英城子乡北五台子村、塘泡村等地，最后于河东村西南汇入东沙河。河流全长35千米，流域面积233.12平方千米，年均径流量0.14亿立方米。八宝海河上游为低山丘陵区，植被较差，水土流失较重。下游为低洼平原区，易发生洪涝灾害。八宝海水库建成后，有效解决了下游的洪水威胁。